# Coelacanthimorpha
Los actinistios (Actinistia) o celacantos son peces de aletas lobuladas (sarcopterigios) que se creían extintos (se trata también, por tanto, de un relicto) desde hace 66 millones de años hasta que, en 1938, un ejemplar vivo fue capturado en la costa oriental de Sudáfrica. En 1998 se localizó otro ejemplar en la isla de Célebes (Indonesia).
Junto con los peces pulmonados son los seres vivos marinos más cercanos de los vertebrados terrestres. Aparecieron en el período Devónico (hace 400 millones de años), aunque la mayor cantidad de restos fosilizados pertenecen al período Carbonífero (hace 350 millones de años).
Se estima que viven hasta cien años en base al análisis de las marcas de crecimiento anuales en sus escamas, y alcanzar la madurez alrededor de los cincuenta y cinco años. El espécimen conocido más antiguo tenía ochenta y cuatro años en el momento de su captura en 1960.

## Descubrimiento del géneroLatimeria
El 22 de diciembre de 1938 se descubrió el primer ejemplar contemporáneo de este grupo fósil, registro en el que aparecían ejemplares de este grupo de hace ochenta millones de años. Fue capturado por pescadores a unos 60 m de profundidad ante la desembocadura del río Chalumna, en el Sur de África. Medía 1,5 m de longitud y pesaba unos 50 kg. Fue desembarcado en el puerto de East London, en la República de Sudáfrica.
El ejemplar fue analizado por J. L. B. Smith, de la Rhodes University de Grahamstown (Sudáfrica), que concluyó que se trataba de un ejemplar perteneciente al grupo de los celacantos. Lo llamó Latimeria chalumnae, haciendo referencia al río Chalumna, y referenciando en el nombre genérico a la conservadora del museo de East London, Marjorie Courtenay-Latimer, que le envió el ejemplar junto a una serie de dibujos al darse cuenta de la rareza del animal. Los dibujos se convirtieron en algo fundamental, al conservarse únicamente el esqueleto al llegar a manos de Smith.
Smith puso carteles en varios idiomas por las costas del Sudeste africano para intentar conseguir otros ejemplares. En 1952, un capitán mercante obtuvo un ejemplar capturado por un pescador en las islas Comores, situadas en el Océano Índico, entre Madagascar y Mozambique. Éstas están ubicadas a 2500 km de Sudáfrica, por lo que ante la ausencia de vuelos regulares, Smith tuvo que desplazarse hasta allí con un avión de la fuerza aérea sudafricana tras convencer de la importancia científica del hecho al primer ministro de Sudáfrica. Gracias a esta rapidez en el transporte, en este segundo ejemplar ya se pudo realizar un análisis interno.
En 1987 se tomaron las primeras imágenes submarinas del celacanto en su medio natural, mediante un sumergible. Fue realizada por M. N. Brenton (del instituto J. L. B. Smith de ictiología) y Hans Fricke, y patrocinada por la National Geographic Society, y por la revista alemana Geo.                                                     
En 1998 Mark V. Erdmann, biólogo de la Universidad de Berkeley encontró Celacantos en las Islas Célebes a casi diez mil kilómetros de distancia de las Islas Comores. Esto demostró que la región donde habitan es muy amplia. Tras este descubrimiento, se han descubierto otras poblaciones a lo largo del Océano Índico y mares interiores.
En la actualidad, se han capturado numerosos ejemplares en las zonas próximas a las dos islas del archipiélago de las Comores, así como en las Célebes (Indonesia), Kenia, Tanzania, Mozambique, Madagascar y en el St. Lucia Wetland Park (Sudáfrica). Incluso se han citado[¿dónde?] casos de ejemplares diferentes, algunos con bioluminiscencia. El problema del estudio de estos ejemplares estaba en que reventaban a menudo debido a las diferencias de presión, y las muestras eran muy defectuosas.

## Fósil viviente

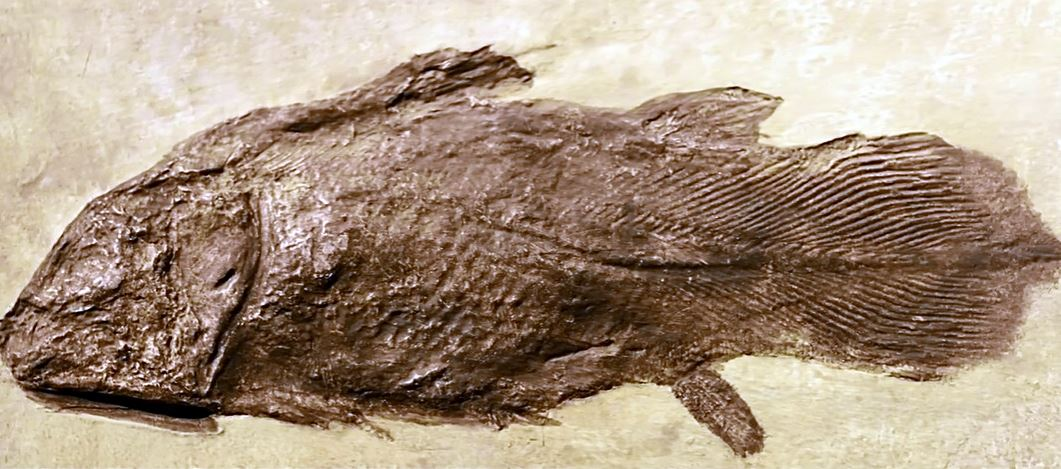
Fósil de celacanto

El celacanto presenta unas similitudes morfológicas prácticamente idénticas con su ancestro fósil, por este motivo se le conoce, actualmente, como fósil viviente. Este fenómeno es tan solo una consecuencia de la evolución lenta a la que ha estado sometido, comparado con otros vertebrados. Para constatar la baja tasa de cambio del genoma del celacanto se estimó la tasa de sustitución nucleotídica entre diferentes especies de un mismo taxón, se determinó el número de secuencias TEs (transposable elements) y medidas de conservación sinténica entre tetrápodos. Estos estudios avalan el bajo dinamismo del genoma. Posiblemente, este hecho se pueda explicar por la poca necesidad de adaptación al entorno, como consecuencia de un hábitat estático y ausente de depredadores. 
Las secuencias TEs juegan un papel importante en la generación de nuevos exones (exonización). En el celacanto se han encontrado una clase de elementos móviles (retrotransposón) conocidos como SINE que se encuentran activos hoy día y que lo fueron en los seres humanos y peces. La acción de los elementos SINE ha conducido a la formación de dieciséis exones codificantes altamente conservados en tetrápodos, de los cuales quince se generaron por empalme alternativo.

## Adaptación a tierra
Uno de los grandes hitos de la evolución es el proceso de transición agua-tierra, es decir, los primeros organismos capaces de colonizar la tierra. Se estima que este evento ocurrió en el Devónico, aproximadamente 400 millones de años, y para llevar a cabo esta transición deben de producirse cambios a nivel metabólico, como la excreción de urea, y morfológico, como el desarrollo de extremidades. En lo que se refiere a los cambios morfológicos acaecidos en ese periodo geológico, se han propuesto dos hipótesis al respecto. La primera de ellas, es que se tratara de una característica nueva de los tetrápodos. La segunda conjetura, sería el desarrollo de aletas procedentes de un ancestro pez lobulado. Darwin en su obra de 1859, El origen de las especies, ya hacía hincapié en las similitudes morfológicas entre los diversos vertebrados:

“¿Qué puede haber más curioso que el que la mano del hombre hecha para coger; la del topo, hecha para minar; la pata de caballo, la aleta de la marsopa y el ala de un murciélago, estén todas construidas según el mismo patrón y encierren huesos semejantes en las mismas posiciones relativas?"
Charles Darwin, El origen de las especies(1859), Cap. XIV: Afinidades mutuas de los seres orgánicos-Morfología. pág.408.

El celacanto posee unas aletas con una estructura ósea que podría ser la precursora de las actuales extremidades de los tetrápodos. El análisis de secuencias CNEs (conserved non-coding elements) en el celacanto en el clúster HOX-D reveló la presencia de secuencias reguladoras compartidas entre tetrápodos y celacantos, pero no en el resto de peces. Constatando que dichas secuencias se han mantenido evolutivamente para controlar la expresión de los genes involucrados en el desarrollo de las extremidades de los tetrápodos. Arrojando luz sobre el origen de las actuales extremidades de los tetrápodos.

## Pez viviente más cercano a los tetrápodos
Determinar qué pez viviente se encuentra evolutivamente más próximo a los tetrápodos es una idea que ha turbado la mente de todos los científicos dedicados a este tema. La construcción de árboles filogenéticos basados en el alineamiento de secuencias génicas apunta al pez pulmonado como el pez vivo con mayor parentesco con los tetrápodos, descartando al celacanto como posible candidato.

## Inmunoglobulinas
Las inmunoglobulinas juegan un papel importante en la respuesta inmune adaptativa como receptor de las células B de los vertebrados. Gran parte de los vertebrados sintetizan Ig M. Sin embargo, el celacanto no produce Ig M, su genoma codifica para una inmunoglobulina denominada Ig W. Se piensa que dichas inmunoglobulinas podrían desempeñar un papel similar a la Ig M.

## Especies actuales

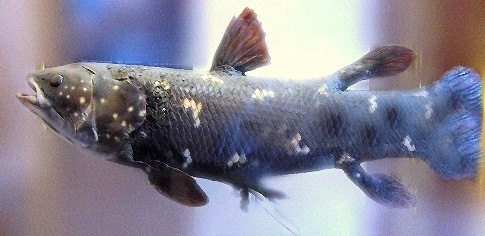
Latimeria chalumnae.

En la actualidad se han identificado dos especies, la descubierta en 1938: el celacanto de las Comores (Latimeria chalumnae); y la de 1998: el celacanto indonesio (Latimeria menadoensis), son poblaciones consideradas muy vulnerables. A pesar de ser parientes de los antiguos celacantos, tienen un modo de vida muy diferente de estos, y se han adaptado a vivir a grandes profundidades, en nichos ecológicos que les han dado una oportunidad frente a los modernos teleósteos.
Pueden alcanzar el metro y medio de longitud y pesar más de 68 kg, con coloraciones variables entre parduzco (el asiático) y azul intenso (el africano). A diferencia de la mayoría de los peces óseos, tiene aletas lobuladas carnosas recubiertas de escamas en la base de las aletas pares. Las dos especies supervivientes son marinas, y viven cada una en aguas profundas de Indonesia y las Islas Comores.

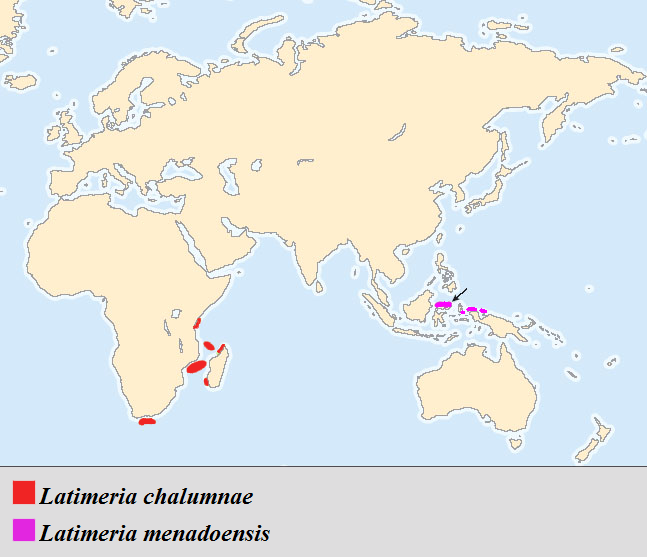
Distribución de las dos especies de celacanto

Se estima que ambas especies divergieron evolutivamente en el intervalo de 6 a 40 millones de años. El análisis comparativo de su genoma muestra un 99,73 % de identidad a nivel del transcriptoma y un 98,7 % de similitud en el alineamiento de 20 secuencias. Ambos análisis reflejan una divergencia evolutiva similar a la existente entre humanos y chimpancés.

## Reproducción
No se conoce con exactitud su comportamiento reproductivo. Se cree que la madurez sexual no ocurre antes de los veinte años. La forma de reproducción es ovovivípara, con fecundación interna y huevos que llegan a medir 10 cm de largo y pesar hasta 300 g. El período de gestación es de alrededor de doce meses tras el cual la hembra da a luz entre cinco y veinticinco crías bastante desarrolladas, capaces de sobrevivir, sobre las cuales no se realiza ningún tipo de cuidado parental.

## Biología
Son peces depredadores. Durante el día habitan en cuevas situadas en zonas profundas (de 150 a 300 m), subiendo por las noches a la superficie, donde se alimentan de peces de arrecife.